# グランド・セフト・オートIII
『グランド・セフト・オートIII』（グランド・セフト・オートスリー、原題：Grand Theft Auto: III）は2001年にDMAデザイン（後のロックスター・ノース）が開発し、販売をロックスター・ゲームスが行ったクライムアクションゲームである。略称は『グラセフIII』『GTAIII』または『III』。グランド・セフト・オートシリーズのメインタイトル第3作目であり、前作とストーリー上の繋がりを持たない新作である。ニューヨークを模した架空の都市リバティーシティを舞台とし、恋人に裏切られた無名のギャングの男クロードが裏社会で成り上がり、復讐を果たす物語を描く。
本作はグランド・セフト・オートシリーズ初のオープンワールド型3Dゲーム作品であり、商業的に大成功を収め、シリーズの方向性を決定づけた。本作のヒットを受けて、2008年の『グランド・セフト・オートIV』まで、本作の外伝的位置づけとしてメインタイトル2作（『バイスシティ』『サンアンドレアス』）、スピンオフ作2作（『リバティーシティ・ストーリーズ』『バイスシティ・ストーリーズ』）が製作された。
PS2版は、北米版が2001年10月22日に発売され、その後2003年9月25日に日本版が発売された。PC版は、2002年5月20日に北米版が発売され、日本版は2003年9月25日にPS2版と同時発売された。Xbox版は、2003年10月31日に北米版が発売された。日本版は2004年7月29日に発売された。iOS/Android版は、2011年12月15日に全世界同時有料配信となった。PS3版は、北米版が2012年9月25日に発売されたが、日本版は未発売である。2021年11月11日、オリジナル版と比べてグラフィックやシステムの大幅な改善が施された、リマスター版『グランド・セフト・オート:トリロジー:決定版』が発売された。

## 概要
北米において2001年10月22日にPlayStation 2で発売。後にPCやXboxにも移植され、全世界で1,450万本を売り上げる大ヒット作となった。日本では2003年秋にカプコンよりCEROレーティング18歳以上対象ソフトとしてPlayStation 2版とXbox版（続編であるGTA:VCとのセットでのみ）が発売され、当時の海外製ゲームとしては異例の30万本、廉価版を含めて40万本のヒットを記録した。ゲーム業界全体が3人称視点やエイミングなど3Dゲームとしての基本設計や、PCやゲーム機の基本性能などに課題を抱えていた当時において圧倒的なスケールを以て制作された本作は、作品世界への没入感を高めるオープンワールドの可能性を広く認知させ、後のゲームデザインにも大きな影響を与えた。従来とは根本的に異なる設計のため、ストリーミング方式のデータ処理や数十km先までの遠景描写の手法も新規に開発している。
シリーズで初めて3Dシステムを採用している。街全体がオープンワールドで構築され、俯瞰型2Dゲームであった前作、前々作に比べ自由度は大幅に向上した。架空の街「リバティーシティ」の中をプレイヤーが自由に行動できることが人気の要因となった。しかし、同時に暴力描写や犯罪思想、特にチートを使用することで体がバラバラになる描写が問題となり、青少年による暴力や無差別殺人事件を誘発させるとして批判され、府県で有害図書に指定され、CEROのレーティング改定のきっかけとなった（後述）。
発売直前に、リバティーシティのモデルであるニューヨークでアメリカ同時多発テロ事件が発生したため、作中で飛行機の操縦に制限をかけているとまことしやかに囁かれていたが、ロックスターはこれを否定している。
日本版とドイツ版は一部表現が規制されたバージョンであるが、しばらくして解除パッチが非公式に出回った。
発売から10周年を記念して、2011年12月にAndroid版、iOS版がリリースされた。

## ストーリー
2001年。長年、恋人のカタリーナとともに強盗などの犯罪行為で生計を立てていたクロードは、彼女のツテでコロンビア・カルテルに加わり、リバティーシティ郊外で銀行強盗を行うことになる。ところがカタリーナは最初から儲けを独り占めにしようと考えており、仲間を撃っておとりにし、逃亡する。警察に逮捕され、10年の禁固刑を受けたクロードであったが、刑務所への移送中、別の囚人の奪還を狙ったカルテルの襲撃に巻き込まれ、脱出に成功する。
同じく移送囚人で共に脱出した爆発物の専門家であるエイトボールと親しくなり、彼のツテで、リバティシティの大マフィアであるレオーネ・ファミリーに匿われ、ファミリー幹部のルイージ・ゴトレッリやトニー・シプリアーニ、ジョーイ・レオーネからの仕事を請け負うようになる。やがてファミリーと、チャイニーズマフィアのトライアド（三合会）の抗争において勝利の立役者となり、ファミリーのドンであるサルバトーレ・レオーネに目をかけられるようになる。そしてカルテルがリバティーシティでの勢力拡大のため、新型ドラッグ「SPANK」を広めようとしていることが分かり、サルバトーレはクロードにドラッグ工場の破壊を命じる。エイトボールの助力もあって任務は成功するが、そこでカタリーナがカルテルのリーダーとして関わっていることを知る。
サルバトーレの年の離れた若妻マリアが、気まぐれな嘘でクロードと付き合っていると言い放ったことにより、猜疑心が強く嫉妬深いサルバトーレはクロードを罠にかけて殺そうとする。実際にクロードに惚れてはいたマリアは、これを密告し、助ける。さらに友人でヤクザの女組長であるアスカ・カセンを紹介し、クロードはファミリーの縄張りの外にあるスタントン島に逃げる。アスカに命じられてサルバトーレを暗殺し信頼を得ると、彼女のもとでヤクザたちの仕事を手伝うことになり、その過程でアスカの兄で若頭のケンジや汚職刑事レイ・マコウスキー、実業家ドナルド・ラヴと知り合う。やがてラヴは、自らの権益のためにマフィア抗争を引き起こそうとして、カルテルの仕業に見せかけたケンジの暗殺をクロードに依頼する。この成功によりラヴから高い信頼を得て新たな仕事を請け負うクロードであったが、その中でカタリーナと遭遇する。クロードは復讐を遂げようとするが、彼女は腹心のミゲールを切り捨てて逃亡する。
カタリーナに撃たれ瀕死のミゲールを確保したアスカは、彼を兄ケンジ殺害の犯人と思い、拷問にかける。ミゲールが吐いた情報を元にクロードはカルテルの拠点を襲撃し、ダメージを与える。これに激怒したカタリーナは、ヤクザの拠点を襲撃してアスカとミゲールを殺害し、さらにはマリアを誘拐して50万ドルの身代金をクロードに要求する。
取引のため現金を持ってカタリーナに指定された場所に赴くクロードであったが、初めから彼女に約束を守る気はなく、またしても罠にかける。しかし、クロードはこれを破ってマリアを救出し、さらに逃げようとしたカタリーナが乗ったヘリコプターを撃ち落として復讐を果たす。現場を去るクロードとマリアであったが、マリアが延々と喋り続けるところに1発の銃声が響き、静かになったところでゲームは終わる（銃声の後にマリアが黙る部分は音声のみの演出であり、クロードが彼女を撃ち殺したとも、あくまで威嚇射撃で黙らせたとも取れるものとなっている。ロックスターは正確な最後を明らかにしていない）。

## 登場人物
日本語名は日本語版に準拠する。

### 主要人物
クロード（Claude）
主人公。長年、犯罪行為で生計を立ててきた無口な壮年の男。『SA』にも端役で登場。
物語冒頭において恋人兼相棒のカタリーナに裏切られすべてを失い、そこからリバティシティで成り上がることを志す。冷静沈着で淡々と確実に仕事をこなすために、リバティシティの有力者らに気に入られていく。
後に発売された前日譚を描く『SA』では本作では不明であったクロードという名前や、カタリーナとの出会いなどが描かれている。

マリア（Maria Latore）
声 - デビ・メイザー
サルバトーレの若妻。気まぐれな性格の若い美女。『SA』、『LCS』にも登場。
サルバトーレに気に入られ、その財力によって毎日遊んで暮らし、ドラッグも常用している。内心ではサルバトーレに愛想を尽かしている中で、クロードと出会い彼に好意を持つようになる。以降、その自由奔放さで、クロードを振り回すことになる。
クロードがレオーネ・ファミリー内でのし上がっていく途中で物語に登場する。サルバトーレと険悪になった際に、つい「クロードと付き合っている」と嘘をついたことで、サルバトーレがクロードを粛清しようとし、結果、彼がファミリーを離反する原因となる。一方で密告することでクロードを助け、親友のアスカと引き合わせる。物語後半ではアスカの図らいで生活を送るが、最終盤でクロードを誘き出したいカタリーナに誘拐される。
カタリーナ（Catalina）
声 - Cynthia Farrell
コロンビア・カルテルのリーダー。本作の最終的な敵。利己的かつ自分本位な性格で、気性の激しいラテン系の女性。『SA』にも登場。
9年にわたりクロードとコンビを組んで犯罪を行ってきた彼の恋人であったが、詳しい経緯は不明だが本編開始の少し前にリバティシティで活動するコロンビア・カルテルに加入する。そして本作冒頭の銀行強盗において利益を独り占めにするべく、クロードを撃って捨て去り、物語の発端となる。以降カルテルのリーダーとして作中を活動するが、カルテルと敵対するレオーネ・ファミリーやヤクザのことで、彼らにかかわるクロードに何度も計画を妨害されることとなる。
作中においてはリバティシティの裏社会を支配するというカルテルの方針のために、新型ドラッグ「SPANK」の製造と流通を行い、レオーネ・ファミリーに抗争を仕掛ける。物語後半においてラブの差し金により、ヤクザと本格的な抗争に至り、彼らの攻勢に追い詰められていく。最終的には逆ギレして自らアスカの元に乗り込むと彼女を殺害し、さらに散々自分の邪魔をしたクロードに報復するため、マリアを誘拐して彼を誘い出し罠にかけて殺そうとする。結局、罠を見抜かれて逆に追い詰められ、ヘリコプターで逃亡しようとしたところを、撃墜され死亡する。

### 主人公の協力者
エイトボール（8-ball）
声 - グル
爆発物を専門とする犯罪者。レオーネ・ファミリーの協力者で、スキンヘッドの黒人男性。『LCS』、『Adv』にも登場。
本名は不明で、通称の「エイトボール」は父親がハスラーであったことにちなむ。後述の経緯でクロードと出会い、彼をレオーネ・ファミリーに紹介することになる。その後、ファミリーの仕事においても協力者として登場する。また市内各地に爆弾屋のガレージを所有しており、主人公に武器を売る。
物語開始の少し前に銃器の不法所持で警察に捕まる。刑務所への移送で、同じく囚人のクロードと同じ護送車に乗り合わせることになり、物語冒頭の護送車襲撃において共に脱出を果たす。リバティシティの地理に不案内のクロードをリードし、当面の隠れ家として、自身も関わるレオーネ・ファミリーに紹介する。
ルイージ・ゴトレッリ（Luigi Goterelli）
声 - ジョー・パントリアーノ
レオーネ・ファミリーの幹部で、ナイトクラブ「セックスクラブセブン」の経営者。レッドライト地区を拠点とし、水商売をシノギとする男。
エイトボールと面識があり、彼の頼みを受けて、脱獄間もないクロードを匿い、彼に最初の仕事を与える。
トニー・シプリアーニ（Antonio "Toni" Cipriani）
声 - マイケル・マドセン
レオーネ・ファミリーの幹部。短気かつ暴力的な小太りの中年男性。『LCS』にも主人公として登場。
基本的には組織の暴力が関わる仕事を任されており、特にトライアドとの縄張り争いを担当している。一方で重度のマザコンという一面を持ち、表向きは母親とセントマークスのレストランを経営している。
ジョーイの紹介でクロードと出会い、自身がかかっているトライアドとの抗争に関する仕事を依頼する。その仕事ぶりに感心し、最終的にクロードをボスのサルバトーレに紹介する。
後に発売された前日譚を描く『LCS』において、彼がマフィアの幹部となった経緯が描かれている。
ジョーイ・レオーネ（Joey Leone）
声 - マイケル・ラパポート
レオーネ・ファミリーのアンダーボス。サルバトーレの息子。
表向きはトレントンにある自動車修理工場を経営する修理工。マフィア幹部として冷酷で容赦がなく、対立組織のフォレッリ・ファミリーやトライアド、カルテルへの攻撃をクロードに指示する。ミスティという商売女と付き合っているが、父サルバトーレからは早く結婚しろとせっつかれている。
ファミリーがトライアドと本格的に抗争する場面で、端役として最後に登場して以降、作中に登場しなくなり、その後は不明。
後に発売された『SA』の主人公CJは、彼に雇われていたという設定がある。
サルバトーレ・レオーネ（Salvatore Leone）
声 - フランク・ヴィンセント
レオーネ・ファミリーのドン。ポートランド・セントマークス一帯を支配する。『SA』、『LCS』にも登場。
冷徹冷酷で敵や裏切り者に容赦がなく、その手腕で、組織をリバティシティの裏社会を代表するまでに成長させる。しかし、現在はパラノイアに取り憑かれており、基本的には人を信用せず、あるいは信用していた人物を些細なことで疑い、粛清してしまうようになっている。
幹部達や自身が与える数々の仕事を淡々とこなすクロードを気に入り、ファミリーに加えることを考えるようにまでなる。ところが最愛の妻マリアが咄嗟についた「クロードと付き合っている」という嘘を鵜呑みにし、一転してクロードを激しく憎むようになる。罠にかけて爆殺しようとするも、マリアの密告で失敗する。その後、アスカの命令を受けたクロードによって暗殺される。
後に発売された前日譚を描く『LCS』において、リバティーシティ最大のマフィアのドンになった経緯が描かれている。
アスカ・カサイ / アスカ・カセン（Asuka Kasen）
声 - Liana Pai
ヤクザの女組長で、ケンジの妹。ジャパニーズ・マフィアのリーダーとして苛烈な女性。『Adv』にも登場。
マリアの友人であり、彼女の紹介で物語中盤においてレオーネ・ファミリーを追われたクロードを匿うことになる。しかし、初対面時は信用できないとしてサルバトーレの命を要求し、暗殺を決行させる。以降はクロードを「便利屋さん」と呼んで信頼し、様々な組の仕事を任せるようになる。
終盤、ラブの差し金によってクロードにより、兄ケンジがカルテルの仕業に見せかけて殺されたことで、カルテルを激しく憎むようになる。捕らえたミゲールを拷問にかけて得た情報をもとにクロードにカルテルの拠点を襲撃させるが、最期はカタリーナの報復を受け殺される。
姓についてオリジナルでは "Kasen" であり、後のリマスター版では日本語版も「カセン」となっている。
ケンジ・カサイ / ケンジ・カセン（Kenji Kasen）
声 - Les Mau
ヤクザの若頭で、アスカの兄。妹アスカと共に組織を率いる坊主頭の中年男。
普段は礼儀を重んじるとしているが、激昂すると正体をなくして理不尽に振る舞うこともある。トレントンにカジノを構えており、対立組織のヤーディーズやカルテルと抗争している。
物語後半においてアスカから使える奴としてクロードを紹介される形で登場する。当初はクロードの力量を疑うも、すぐに信頼するようになり、仕事を依頼するようになる。しかし、後にギャング抗争を引き起こしたいラヴの依頼を受けたクロードによって、カルテルの仕業に見せかけて暗殺される。
アスカの項の通り、オリジナルでは姓が「カセン」となっている。
レイ・マショウスキー（Ray Machowski）
声 - ロバート・ロッジア
リバティシティー市警の刑事。『LCS』にも登場。
犯罪組織や実業家と手を組み、犯罪のもみ消しや捜査情報の漏洩などに加担している汚職刑事。しかし、作中時点で既にCIAなどの調査対象となっており、危機状態にある。
アスカの紹介で物語後半から登場する。クロードが使えると判断すると、自身の汚れ仕事や、自身への捜査妨害のために仕事を頼むようになる。しかし、最終的には完全に手がまわり、CIAに追われる中で、クロードの手助けでマイアミへと逃れる。
ドナルド・ラブ（Donald Love）
声 - カイル・マクラクラン
ラブ・メディア社長。実業家。『VC』、『LCS』にも登場。
ラジオ局をはじめとした多くのメディアを経営する大実業家。高層ビルが立ち並ぶストートン島の中でも群を抜いて高い超高層ビルにオフィスを構える。自己中心的な快楽主義者かつ強欲者で、自身の利益のためなら卑劣な手段も厭わず成り上がってきた。
マショウスキーの紹介で物語後半から登場する。実は物語冒頭に登場した「東洋の老紳士」をリバティシティーに招聘した人物であり、その救出をクロードに依頼したことをきっかけに、彼を信頼して様々な仕事を任せるようになっていく。特にクロードにカルテルの仕業に見せかけてケンジを殺させ、それによって起こったギャング抗争での不動産の価格操作を企んでいた。しかし、東洋の老紳士を警察の手から完全に逃れさせた後の彼の最終ミッションにおいて唐突に謎の失踪を遂げる。

### 電話での仕事依頼者
下記の人物たちは電話で主人公に依頼を行い、基本的に劇中では姿を見せない。
マーティー・チョンク（Marty Chonks）
声 - Chris Phillips
トレントンにあるドッグフード工場「Bitch'N'Dog Food Factory」の経営者。
工場の経営が苦しく金に困っている人物。工場の外にある公衆電話を通じてクロードに様々な人物を工場へ連れてくるよう依頼する。銀行の頭取、二人組の泥棒、妻を工場内で殺害。最期は金を借りた妻の愛人であるカールの殺害を企むも、逆にショットガンで撃たれて死亡する。
エル・ブッロ（El Burro）
声 - Chris Phillips
ヘップバーン・ハイツを仕切るヒスパニック系ギャング「ディアブロ」のボス。
ポルノ映画制作を行っており、その仕事の邪魔をする者を片付ける依頼を主人公に行う。
キング・コートニー（King Courtney）
声 - Walter Mudu
ニューポート付近を縄張りとするジャマイカ系ギャング「ヤーディーズ」のボス。『Adv』にも登場。
車両に関する仕事の依頼を主人公に行う。彼の最終ミッションは、クロードの殺害を目論んだ内容となっている。
D-アイス（D-Ice）
声 - Walter Mudu
ウィチタ・ガーデンのローカルギャング「レッドジャックス」のボス。
同じく「SPANK」に手を出すライバル組織ナインズを妨害する旨の仕事の依頼を主人公に行う。

### その他
ミゲール（Miguel）
声 - Al Espinosa
コロンビア・カルテルの幹部で、カタリーナの側近。『LCS』にも登場。
クロードの離脱後にカタリーナの新たな相棒として組織を統率する男。基本的にはカルテルが関わるエピソードにおいて登場することがあるも上司であるカタリーナの言動に苦慮する。
物語終盤のヤクザとの抗争において、不意を突かれた上に、カタリーナに見捨てられたことでクロード及びヤクザたちに捕まってしまう。兄ケンジの仇だと誤解されていたこともあって、アスカより苛烈な拷問を受け、カルテルの拠点などの情報を明かしてしまう。最終的には乗り込んできたカタリーナによってアスカと共に殺されてしまう。
東洋の老紳士（Old Oriental Gentleman）
本名不明。
しばしば作中に登場する謎の東洋人の老人。物語冒頭の刑務所に移送される囚人の一人であったが、その身をカルテルに狙われ、さらわれる（この襲撃でクロードは助かる）。その後、物語後半に入ってクロードがラブと面識を持つようになると、そもそもラブがリバティシティに招聘した人物であることなどが明かされる。結局、その正体は最後まで明示されず、最後はラブの依頼を受けたクロードの手助けで街から脱出する。
ミスティ（Misty）
声 - Kim Gurney
ルイージ・ゴトレッリが経営する「セックスクラブセブン」で働く娼婦で、ジョーイ・レオーネの情婦。『Adv』にも登場。
ミッキー・ハムフィスツ（Micky Hamfists）
セックスクラブセブンの共同経営者でレオーネファミリーの幹部。『LCS』にも登場。ルイージの相棒であり、彼からは「ミック」の通称で呼ばれる。
ママ・シプリアーニ（Ma Cipriani）
声 - ソンドラ・ジェームズ
トニーの母親。『LCS』にも登場。
母親としてトニーに厳しい人物で、彼のエピソードにてしばしば登場し、周りを同様させる。ただ、声のみで姿は見えない演出がなされる。
マイク・フォレッリ（Mike "Lips" Forelli）
フォレッリファミリーの一員。ジョーイから借りた金を返さなかったため、見せしめとしてレストラン「マルコズ・ビストロ」で食事中だったところをクロードによって車に爆弾を仕掛けられ、最後は車に乗った後に爆死した。
リー・チョン（"Chunky" Lee Chong）
チャイナタウンの「Punk Noodles」で働くコック。カルテルとスパンクの売買を行っていたが、それを知ったジョーイの命を受けたクロードにより殺害される。
カーリー・ボブ（Curly Bob）
声 - Hunter Platin
ルイージのセックスクラブセブンで働いている金遣いの荒いバーテンダー。カタリーナからスパンクを譲り受けてはカルテルにレオーネファミリーの内情を漏らしており、そのことをかぎ付けたサルバトーレの命を受けたクロードにより殺される。
カール（Carl）
声 - Renaud Sebbane
マーティーの妻の愛人。貸した金を返さないマーティーに業を煮やし、言い訳をしようとする彼を殺害する。
レオン・マカフリー（Leon McAffrey）
リバティシティー市警の刑事。レイの元上司。『LCS』にも登場。
レイと同様の悪徳警官。レイの悪事を警察上層部に密告し、裁判で証言を予定されている。そのため、レイの依頼を受けた主人公に命を狙われる。最初は証人保護用アパートから出てきたところを襲われるも、一命は取り留める。その後、再度襲撃され殺害される。
フィル・キャシディ（Phil Cassidy）
声 - Hunter Platin
軍用銃器店「Army Surplus」の店主。隻腕で軍事マニアの中年男。『VCS』、『VC』、『LCS』にも登場。
元傭兵で、ニカラグアでのレイの戦友。左腕を失くしていながらアサルトライフルを撃つという離れ業を持ち、「"Phil the One Armed Bandit"（片腕の傭兵フィル）」の異名を取る。

## ゲームシステム
舞台は2001年の米国の架空の大都市「リバティーシティ」で、ゲームの進行具合によって三つの島を自由に移動することができるようになる。それぞれ「ポートランド」《工業地域》、「ストートンアイランド」《商業地域》、「ショアサイドベイル」《住居地域》という名前が付けられている。プレイヤーは「リバティーシティ」で無数に使用されている自動車の中から自由に一台を選び使うことができる。
一部のパトカーなどのようにロックされているものの他は、ほとんど全ての自動車を使用できる。あらかじめ組織などから用意された車を使うミッションもあるものの、タイトルのように、基本的にこれらの自動車は窃取しなければならない。
この自動車を用い、各島に存在している依頼者から仕事（大半が犯罪）を請け負ってこなしていくことがゲームの流れであり、基本はミッションゲームということができる。本編のミッションはほとんど犯罪・暴力に関係するものである。
これは主人公が強盗に失敗し、護送中に脱走した犯罪者であることから、「リバティーシティ」で生活するには警察の目をかいくぐり、街を裏で仕切る犯罪組織や個人と手を組むという物語から発するためである。
登場するマフィアの国籍は、イタリアン・マフィアを始め、コロンビア人マフィア、中国人マフィア、ヒスパニック、ジャマイカ、日本人などである。彼らの職業は映画などのメディアで表現されるようなステレオタイプに基づいている。日本人はヤクザ（Yakuza）として登場している。主人公は、リバティーシティに縄張りを持つこれらの人種の組織と結託して行動するが、特定の人種につくということはない。
PC版限定の要素として、リプレイ再生や保存、MP3ファイルを取り込んでBGMとして再生することが可能となっている。